# Merchants Street w Valletcie
Merchants Street (pol. Ulica Kupiecka; malt. Triq il-Merkanti) w Valletcie na Malcie jest najszerszą ulicą stolicy, biegnącą równolegle do głównej Republic Street. Jej długość wynosi blisko około 850 m. Jest częścią układu ulicznego miasta, zaprojektowanego w 1566 przez włoskiego architekta Francesco Laparelliego. Biegnie od pomnika Paula Boffy obok kościoła Matki Bożej Zwycięskiej na południowym krańcu miasta do fortu św. Elma na północno-wschodnim krańcu półwyspu Sciberras.
W minionych epokach historycznych miasta ulica nosiła różne nazwy: Strada San Giacomo (Zakon Maltański), Rue des Merchands (Francuzi), Strada Mercanti (Brytyjczycy).

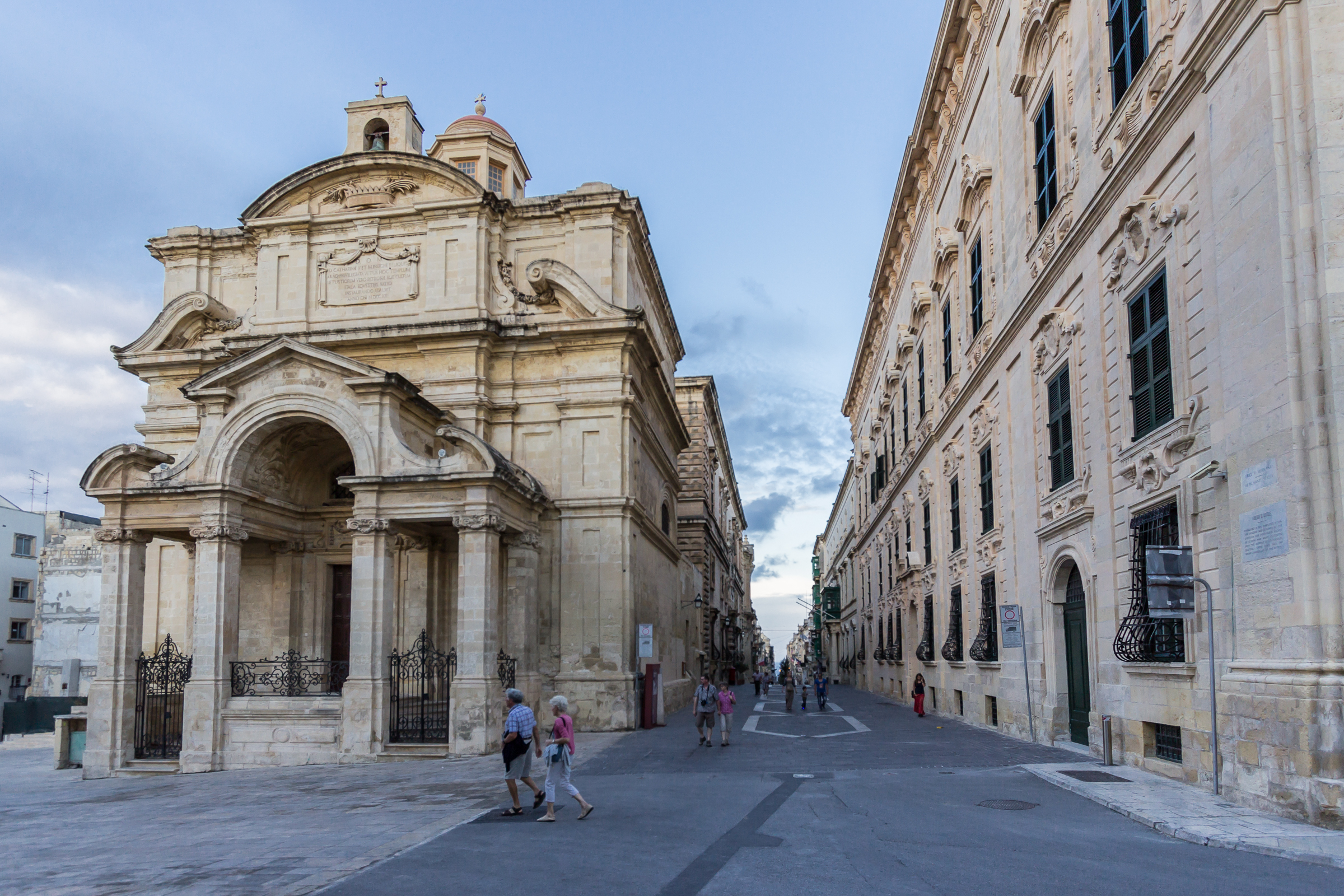
Początek Triq il-Merkanti z kościołem św. Katarzyny „języka” włoskiego po lewej i Zajazdem Kastylijskim po prawej.

Merchants Street od XVII wieku była ulicą gromadzącą handel, w tym złotem i srebrem; do 2016 odbywał się tam, pomiędzy St. John's Street a Old Theater Street(s. 158) codzienny handel uliczny. Wiele budynków tam stojących datuje się wstecz do czasów rycerzy zakonu św. Jana, XVI i XVII wieku, niektóre z nich mają duże znaczenie historyczne i architekturalne. Ulica łączy dwie parafie stolicy, z budynkami po prawej stronie należącymi do parafii św. Pawła, zaś te po lewej podlegają parafii św. Dominika.

Merchants Street rozpoczyna się u zbiegu Castille Square (Misraħ Castilja) i South Street (Triq in-Nofsinhar). Narożny budynek po prawej stronie to Zajazd Kastylijski. Ten monumentalny, oryginalnie zaprojektowany przez Girolamo Cassara w XVI wieku, i totalnie przebudowany w połowie XVIII wieku przez Andreę Belliego budynek, mieścił kwatery rycerzy zakonnych langue Kastylii, Leónu i Portugalii. Od 1972 znajdują się w nim biura premiera Malty. Wejście do budynku znajduje się przy Misraħ Castilja. Dalej po tej samej stronie, sięgając do Melita Street, stoi XVIII-wieczny Palazzo Parisio, w którym w czerwcu 1798 na sześć dni zatrzymał się Napoleon Bonaparte w swojej wyprawie do Egiptu. Od 1973 w pałacu mieści się Ministerstwo Spraw Zagranicznych i Europejskich Malty.

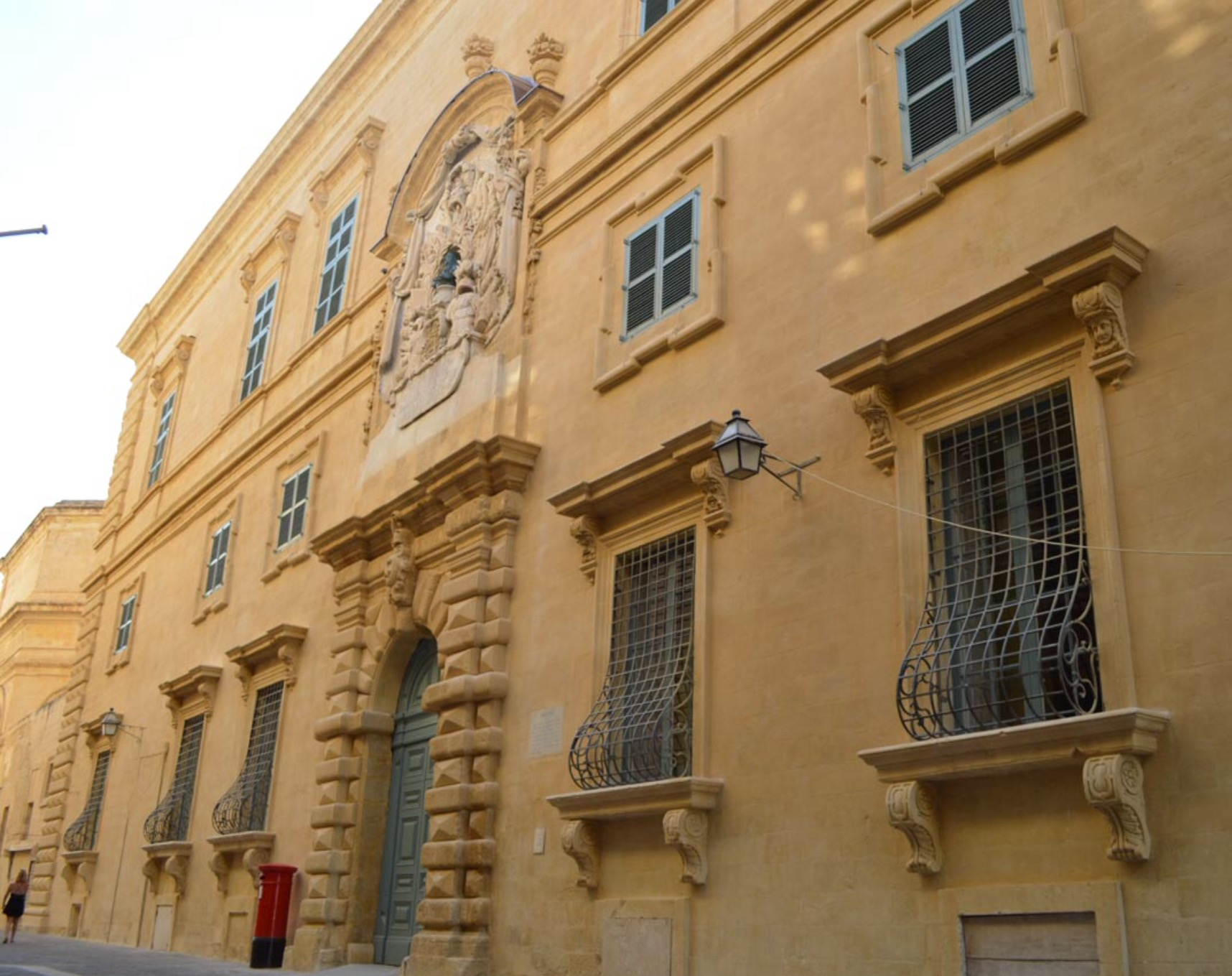
Monumentalna fasada Auberge d'Italie.

Lewą stronę pomiędzy South Street (Triq in-Nofsinhar) i Melita Street (Triq Melita) okupuje kościół św. Katarzyny langue włoskiego oraz przylegający do niego Zajazd Włoski, dzieło Girolamo Cassara z 1574, rozbudowany w 1683 przez wielkiego mistrza Gregorio Carafę, którego popiersie z brązu, otoczone różnymi herbami i trofeami, można zobaczyć nad głównymi drzwiami. W 2018 w budynku zainstalowało się MUŻA po przenosinach z Admiralty House. Muzeum posiada olbrzymią kolekcję malarstwa i innych dzieł sztuki, tak artystów maltańskich jak i zagranicznych. W budynku znalazło również swoje miejsce Biuro Informacji Turystycznej Malty.
Na rogu Melita Street (Triq Melita), po lewej stronie znajduje kościół św. Jakuba. Oryginalny zbudowany w 1612 dla rycerzy języka Kastylii, León i Portugalii, przebudowany został przez Giovanniego Barbarę w 1710. Od 1839 w kościele uczono chłopców katechezy. Dziś, dodatkowo oprócz codziennych mszy św., w niedziele używany jest przez wiernych Koptyjskiego Kościoła Ortodoksyjnego. Po przeciwnej stronie pod nr. 10 stoi Casa Dorell, duży dom jednej z maltańskich rodzin szlacheckich, wspaniały przykład typowej maltańskiej architektury miejskiej. Jego balkon wsparty jest na czterech kamiennych wspornikach w formie gryfów(s. 159). Do Casa Dorell przylega duży budynek z wyszukaną fasadą, rozciągający się aż do kolejnej przecznicy, St. John's Street – Castellania Palace, gdzie w czasach joannitów mieściły się sądy i więzienie. Jest prawdopodobnie jednym z najbardziej „ozdobnych” XVIII-wiecznych pałaców Valletty. Po zburzeniu oryginalnego XVI-wiecznego, ukończony w 1780 za rządów wielkiego mistrza Emanuela Pinto. Od 1840 znalazła w nim miejsce szkoła dla dziewcząt, obecnie mieści się Ministerstwo Zdrowia Malty(s. 159). Na rogu budynku z St. John's Street umieszczony jest rodzaj cokołu, który służył jako narzędzie „publicznego ośmieszania” dla przestępców mniejszej wagi m.in. bluźnierców. Byli oni przywiązywani do niego twarzą do ulicy i przechodnie byli zachęcani do poniżania nieszczęśników poprzez rzucanie w nich zepsutymi jajkami, pomidorami i innymi łatwo psującymi się towarami.

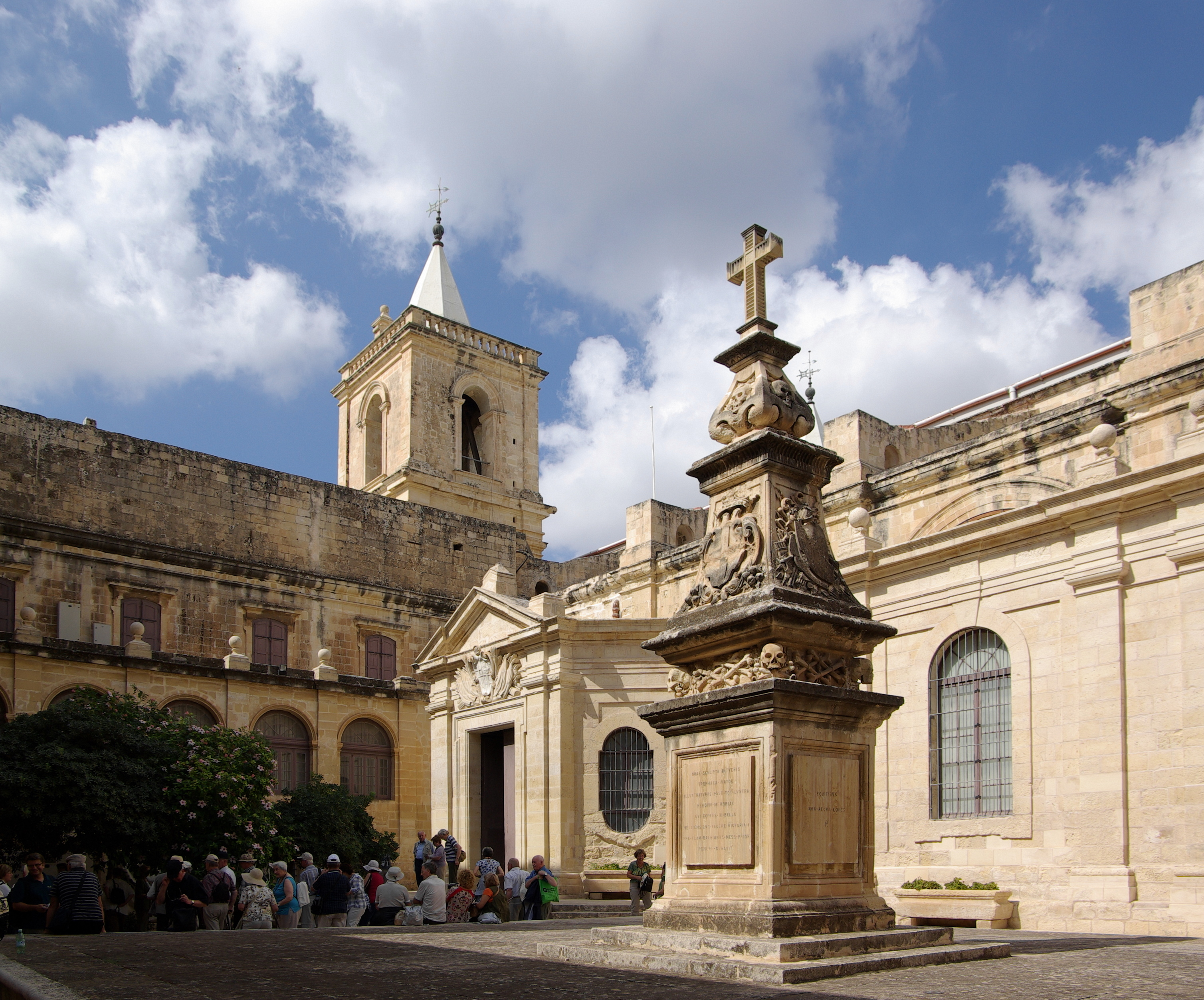
Campo Santo z krzyżem zmarłych.

Po drugiej stronie St. John's Street (Triq San Ġwann) po stronie kompleksu katedralnego widoczny jest długi charakterystyczny drewniany balkon podparty osiemnastoma kamiennymi wspornikami w kształcie cherubinków. Dalej znajduje się wejście na boczny dziedziniec katedry, kiedyś cmentarz Campo Santo, na którym stoi „krzyż zmarłych” zdobny w czaszki i skrzyżowane piszczele, wzniesiony przez Fra Flaminio Balbianiego. Jest to miejsce wspólnego pochówku wielu nieznanych z imienia „wojowników”, którzy z poświęceniem życia bronili wyspy podczas Wielkiego Oblężenia 1565. Dom naprzeciw (nr. 36), po prawej stronie ulicy, na rogu St. Lucia Street należał kiedyś do sir Olivera Starqueya (Starkeya), osobistego sekretarza wielkiego mistrza La Valette’a. Dziś mieści się w nim Russian Cultural Centre(s. 161).

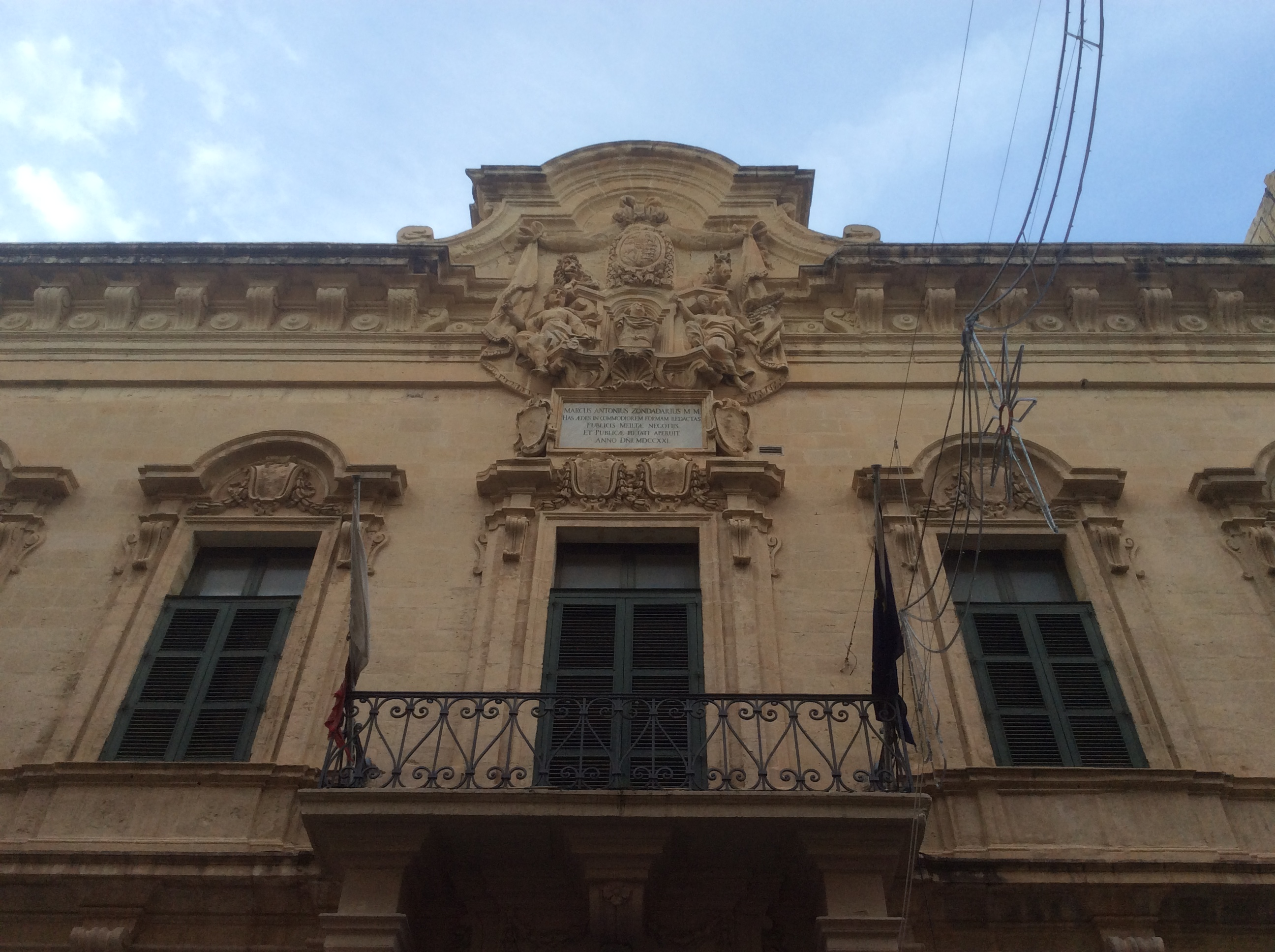
Imponująca górna część fasady Banca Giuratale.

Teren za skrzyżowaniem z St. Lucia Street (Triq Santa Luċija) od XVII wieku był centrum handlu metalami szlachetnymi, głównie srebrem i złotem, z dużą ilością warsztatów złotniczych i srebrniczych, których działalność jest kontynuowana do dziś w odcinku St. Lucia Street pomiędzy Merchants Street a Republic Street (na tyłach katedry  św. Jana).

W budynku po prawej stronie pod nr. 46 od 1773 działała instytucja pożyczająca pieniądze na niewielki procent, znana jako „Monte di Pietà”. Instytucja ta działa tam do dziś, w budynku mieści się instytucja rządowa. Wcześniej, od 1577 do 1721 mieścił się tu „Banca Giuratale”, przeniesiony w 1721 do połączonych budynków nr. 195-199 po przeciwnej stronie ulicy; tam Napoleon spędził pierwszą noc na Malcie 13/14 czerwca 1798(s. 161). Dziś mieści się tu Ministerstwo Gospodarki, Inwestycji i Małego Biznesu. Po lewej narożny budynek z Old Theatre Street stoi Casa Bellott, budynek podarowany na rezydencję kapelanom konwentualnym. Dzisiejszy wygląd pochodzi z 1747(s. 167).

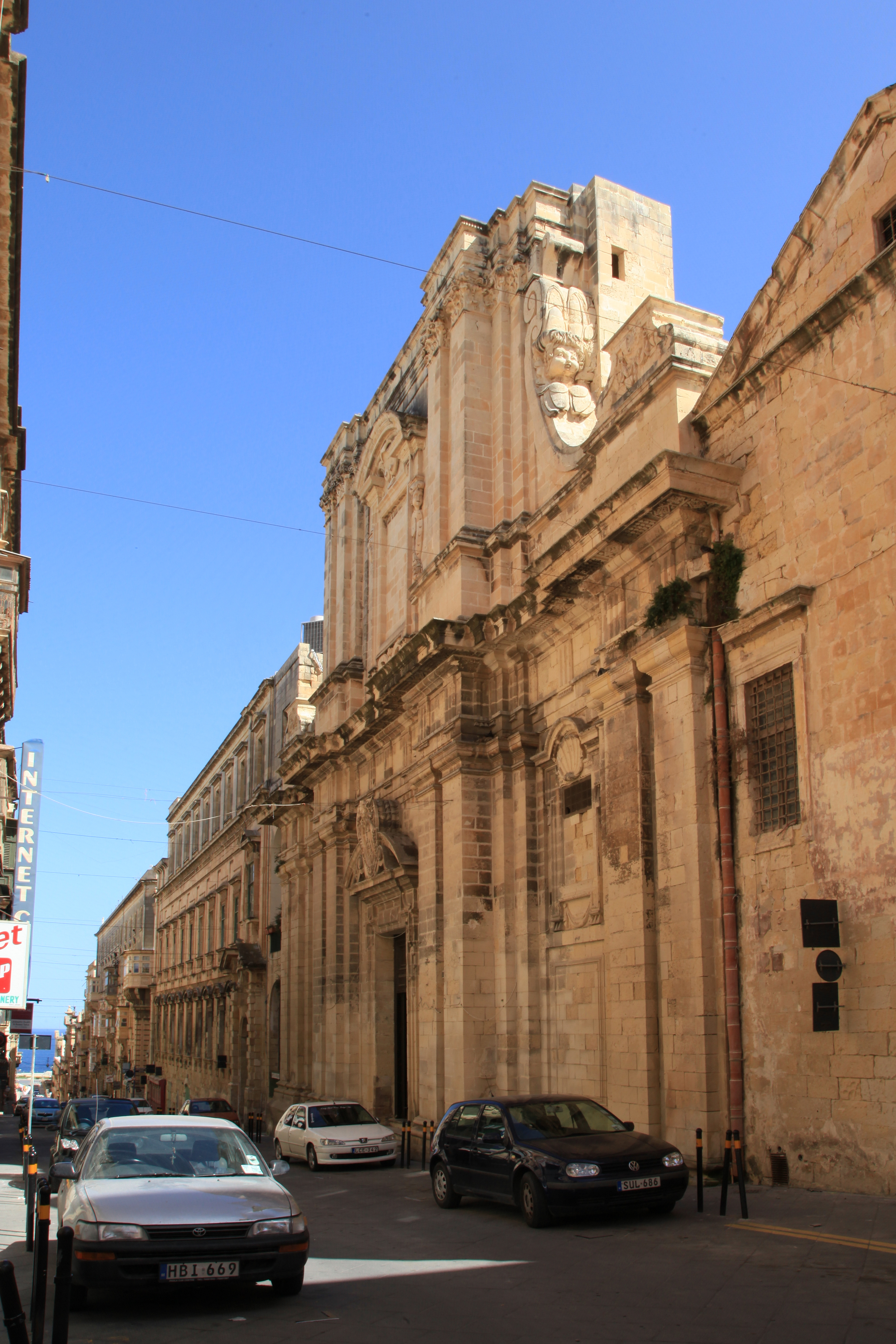
Kościół Jezuitów i Collegium Melitense (w głębi).

Za skrzyżowaniem z Old Theatre Street (Triq il-Teatru l-Antik) całą lewą stroną aż do Archbishop Street zajmuje zbrojownia pałacu wielkiego mistrza. Po przeciwnej, prawej stronie ulicy od czasów joannitów mieściło się targowisko, w połowie XIX wieku zadaszone konstrukcją z kutego żelaza, która w 2018 zastąpiona została nowoczesną halą targową Is-Suq tal-Belt. Zaraz za halą w prawo biegnie wąska Felix Street (Triq Feliċ).
Dalej, po przekroczeniu Archbishop Street (Triq L-Arċisqof) po prawej stronie znajdujemy kościół Jezuitów oraz Collegium Melitense, które zajmują cały kwartał zamknięty ulicami Merchants Street, St. Christopher Street, St. Paul Street i Archbishop Street(s. 167). Oryginalny kościół z 1595 został przebudowany przez Francesco Buonamiciego w 1647 po zniszczeniach spowodowanych przez wybuch prochu w pobliskiej fabryce; jest uważany za jeden z ładniejszych w Valletcie. Collegium Melitense było protoplastą współczesnego Uniwersytetu Maltańskiego. Na rogu kościoła przy Archbishop Street stoi statua św. Franciszka Borgiasza, zaś na rogu St. Christopher Street inny Franciszek strzeże budowli – św. Franciszek Ksawery.

Naprzeciw budynku Collegium, dwa przyległe domy o nr. 173 – Casa Zoitana, oraz 170/172 – Casa Albergotti, w drugiej połowie XIX wieku należały do Niccolò Pappaffy’ego, greckiego filantropa, który pomógł wielu maltańskim młodym ludziom w emigracji w poszukiwaniu lepszego życia w innych krajach(s. 168).

Po lewej stronie narożny budynek Merchants Street nr. 167 z St. Christopher Street – Rosselli-Massa House, był własnością Pietro Rosselliego i Aloysii Massa, dobroczyńców kościoła Jezuitów, w którego jednej z kaplic zostali pochowani(s. 168).

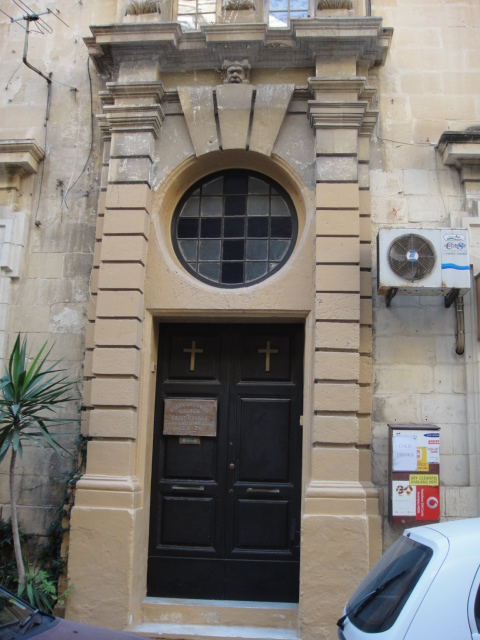
Wejście do greckiego kościoła prawosławnego św. Jerzego. Widoczne charakterystyczne dla G. Cassara dzielone pilastry.

Po przekroczeniu St. Christopher Street (Triq San Kristofru) pod nr. 163 po lewej stronie znajduje się niepozorne wejście do klasztoru Sióstr Franciszkanek Najświętszego Serca. Zgromadzenie założone zostało w XIX wieku w Rabacie na Gozo przez ks. Josepha Diacono i Virginię Debrincat, później Matkę Margheritę od Najświętszego Serca. Idąc w dół dalej ulicą można zauważyć, że budynek stojący po przeciwnej stronie, rozciągający się od St. Christopher Street do St. Dominic Street, ma narożniki w formie charakterystycznych dla Giloramo Cassara pilastrów. W miejscu tego bloku stał magazyn prochu z jego wytwórnią, w której 12 września 1634 nastąpił wybuch, powodując duże zniszczenia sąsiednich budynków. W miejscu zniszczonego magazynu postawione zostały budynki mieszkalne.

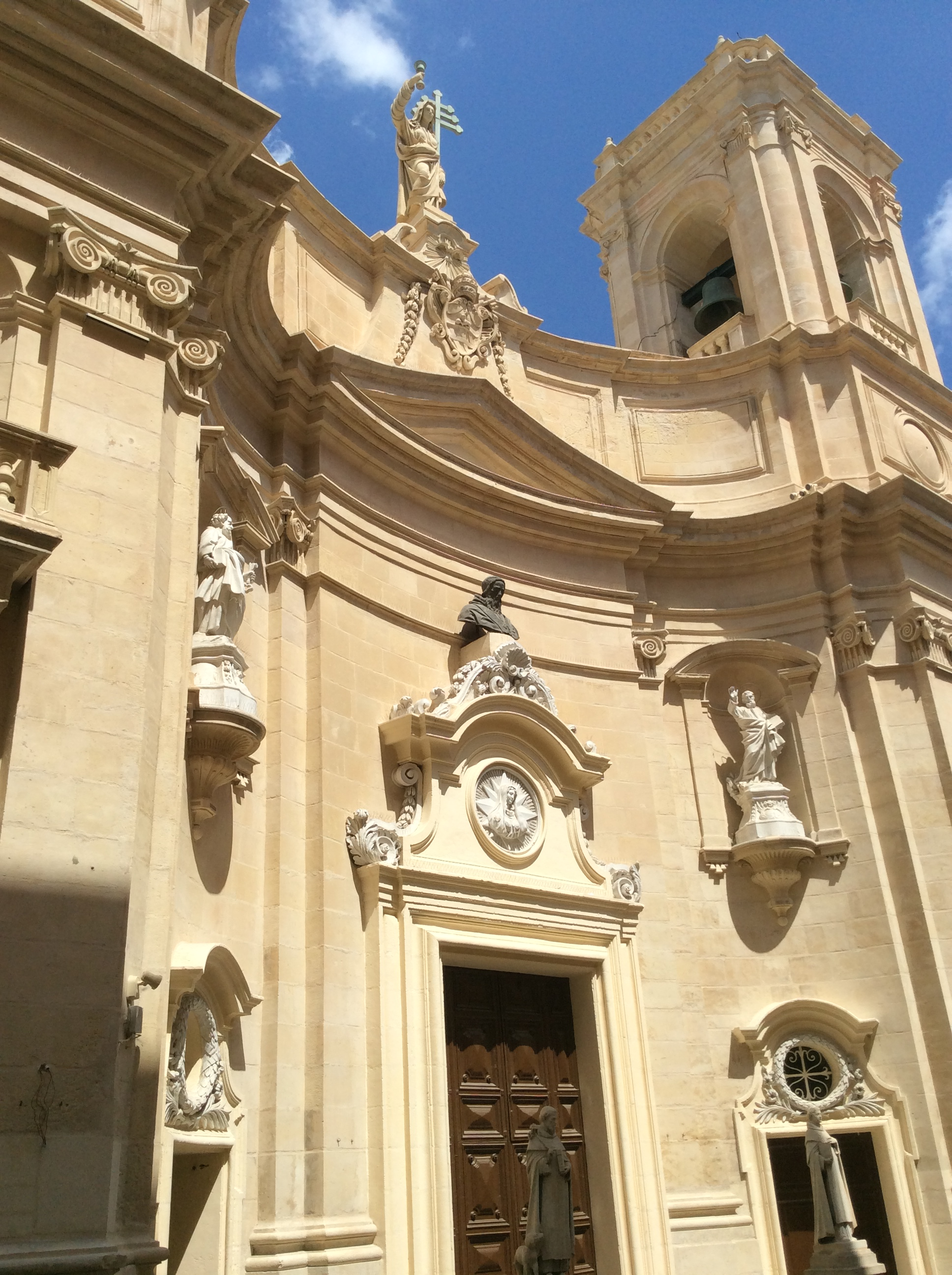
Fasada bazyliki św. Dominika.

Pod nr. 83 w tym budynku mieści się prawosławny kościół św. Jerzego. Poniżej tego miejsca, na prawym rogu skrzyżowania z St. Dominic Street umieszczona jest nisza z figurą św. Dominika Guzmána, patrona Valletty.
Przekraczając skrzyżowanie z St. Dominic Street (Triq San Duminku) po lewej stronie ujrzymy masywną budowlę kościoła parafialnego parafii św. Dominika – bazylikę Matki Bożej Bezpiecznej Przystani i św. Dominika. Istniejący dziś kościół zbudowany został na początku XIX wieku, na miejscu XVI-wiecznego zniszczonego w 1693 przez trzęsienie ziemi. Świątynia, z dwoma kwadratowymi dzwonnicami i kopułą architektonicznie uważana jest za jedną z najładniejszych na Malcie i Gozo, i określana jest mianem „muzeum sztuk pięknych”.
Kontynuując wędrówkę w dół ulicy i mijając nieliczne bary, warsztaty i sklepy, za skrzyżowaniem z St. Nicholas Street (Triq San Nikola) po prawej stronie znajdziemy greckokatolicki kościół św. Mikołaja. Zbudowany w 1569, w 1639 przekazany został Bractwu Dusz Czyśćcowych i przebudowany, co tłumaczy przedstawienie czaszek i piszczeli nad oknami po bokach głównego wejścia. Wysoko na fasadzie figura św. Mikołaja.

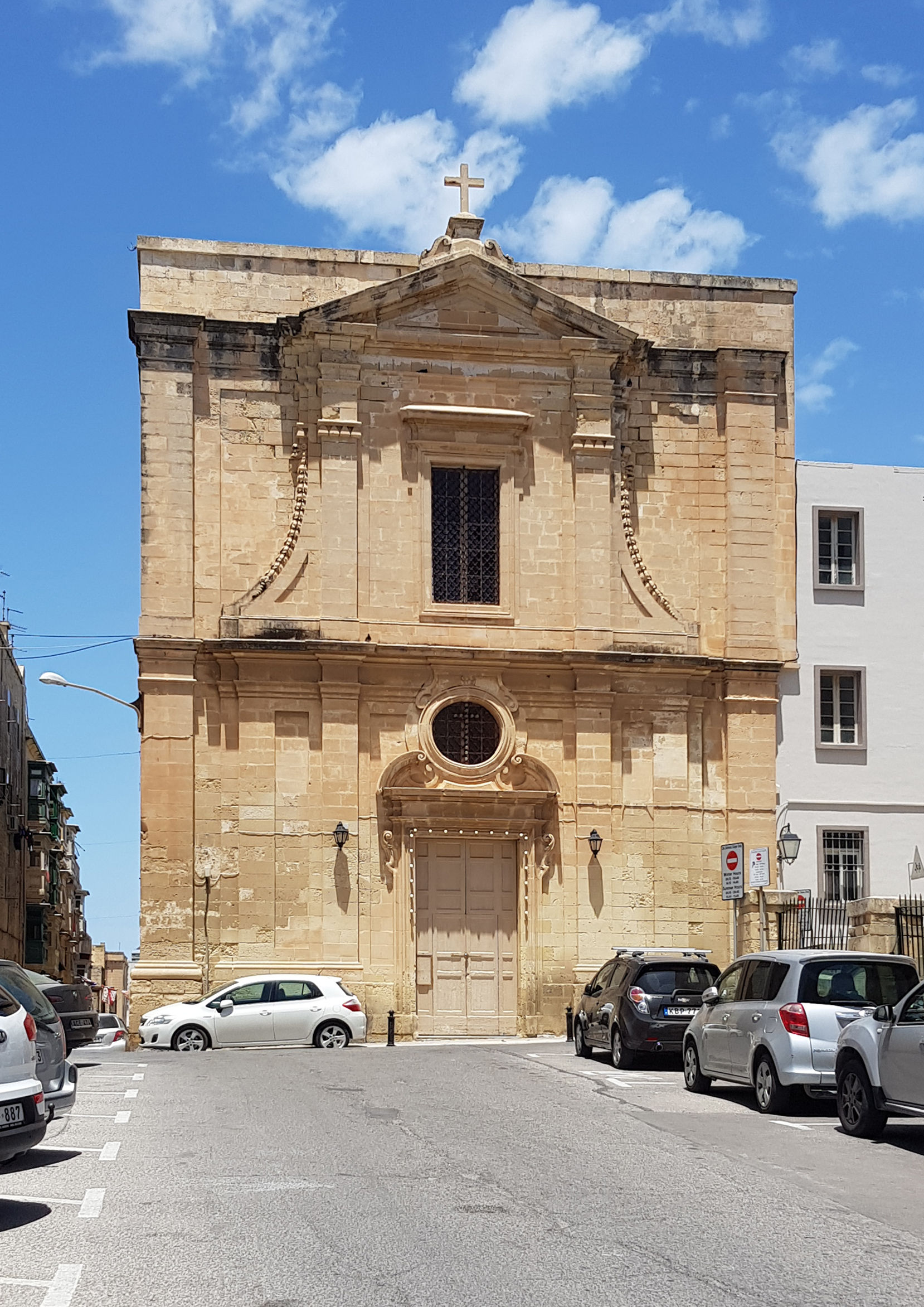
Kościół św. Marii Magdaleny.

Za następną przecznicą, Old Hospital Street (Triq L-Isptar il-Qadim, Triq L-Infermerija), po lewej stronie stoi duży blok mieszkalny. Zbudowany został na miejscu, gdzie od 1593 znajdował się budynek, znany jako Camarata, w którym pierwotnie mieszkali francuscy, hiszpańscy i włoscy rycerze „na stażu” (był to rodzaj nowicjatu), następnie była tam pralnia  i magazyn szpitalny, by wreszcie skończyć jako budynek koszarowy armii brytyjskiej. Znajdowała się tam kaplica z obrazem Mattia Pretiego; przypuszcza się, że był to obraz, który dziś znajduje się w kościele św. Urszuli w Valletcie(s. 168).
Za kolejną przecznicą, North Street (Triq it-Tramuntana), na rogu wciąż po lewej stronie stoi kościół św. Marii Magdaleny, zbudowany w 1594. Do II wojny światowej przylegał do niego klasztor Sióstr Magdalenek; dziś stoi tam szkoła, zbudowana po rozebraniu zrujnowanego przez bomby budynku klasztoru(s. 169).
Merchants Street kończy się St. Elmo Place, przylegającym do fortu św. Elma.